# Wilhelm Harster
Wilhelm Harster (ur. 21 lipca 1904 w Kelheim, zm. 25 grudnia 1991 w Monachium) – SS-Gruppenführer, szef Sipo i SD w Holandii i Włoszech, za deportację 11 000 Żydów do obozów zagłady skazany wyrokiem holenderskiego sądu na karę 12 lat więzienia.

## Życiorys
Służbę wojskową rozpoczął od wstąpienia do Freikorpsu. Po zajęciu przez III Rzeszę Austrii pełnił funkcję szefa Gestapo w Innsbrucku. Następnie, w okupowanej Polsce Harster będąc w stopniu Sturmbannführera objął stanowisko szefa Sipo i SD w Krakowie. W latach 1940–1943 był szefem Sipo i SD w Holandii, a następnie we Włoszech w latach 1944–1945.
W 1947 skazany wyrokiem sądu na karę 12 lat więzienia. Po interwencji rządu RFN zwolniony przedterminowo. Następnie zatrudniony w bawarskim MSW, w którym pracował na kierowniczym stanowisku do 1963.